# Alex Garland
Alexander Medawar (Alex) Garland (Londen, 26 mei 1970) is een Britse roman- en scenarioschrijver en filmregisseur.

## Leven en werk
Garland is de zoon van een psychoanalitica en een cartoonist en de kleinzoon van zoöloog Peter Medawar.
Garlands eerste roman, The Beach (1996, Nederlands: Het strand), over een avontuurlijke rugzakreis door Thailand, werd een internationale bestseller. In 2000 werd het boek verfilmd door Danny Boyle, met Leonardo DiCaprio in de hoofdrol.
Ook Garlands tweede roman, The Tesseract (1998, Nederlands: De tessaract) werd succesvol verfilmd. Zijn derde roman, The Coma (Nederlands: In coma), verscheen in 2004, geïllustreerd met houtsnedes gemaakt door zijn vader.
Sinds de millenniumwisseling, na het succes van de verfilming van zijn boeken, legt Garland zich vooral toe op scenarioschrijven. Zo schreef hij scripts voor 28 Days Later (2003), Sunshine  (2007) en Never let me go (2010).
In 2015 schreef en regisseerde hij de sciencefictionfilm Ex Machina.

## Filmografie
| Jaar | Titel           | Regisseur | Scenarist | Producent |
| ---- | --------------- | --------- | --------- | --------- |
| 2002 | 28 Days Later   |           |           |           |
| 2007 | Sunshine        |           |           |           |
| 2007 | 28 Weeks Later  |           |           |           |
| 2010 | Never Let Me Go |           |           |           |
| 2012 | Dredd           |           |           |           |
| 2015 | Ex Machina      |           |           |           |
| 2018 | Annihilation    |           |           |           |
| 2022 | Men             |           |           |           |
| 2024 | Civil War       |           |           |           |
| 2025 | Warfare         |           |           |           |
| 2025 | 28 Years Later  |           |           |           |